# SD Itxako
Sociedad Deportiva Itxako (SD Itxako) var ett spanskt damlag i handboll från Estella-Lizarra i provinsen Navarra, bildat 1990 och nedlagt 2013. Laget blev spanska mästare fyra gånger, 2009, 2010, 2011 och 2012. 2009 blev laget EHF-cupmästare. 2011 gick klubben till final i Champions League men förlorade mot norska Larvik HK.
Klubben anmälde inget handbollslag för säsongen 2013–2014 efter allvarliga ekonomiska problem från 2011 då man förlorat sin huvudsponsor. Den 17 oktober 2013, likviderades klubben genom ett domstolsbeslut.

## Spelare i urval
- Macarena Aguilar (2009–2012)
- Tatjana Alizar (2010–2011)
- Alexandrina Cabral Barbosa (2010–2012)
- Simona Gogârlă (2003–2004)
- Carmen Martín (2010–2012)
- Silvia Navarro (2006–2012)
- Elisabeth Pinedo (2007–2010)
- Raphaëlle Tervel (2010–2012)
- Emilija Turej (2010–2011)

## Tränare i urval
- Ambros Martín (2004–2012)